# Franc Verbinc
pozor! - ne zamešati s koroškim slovenistom in prevajalcem Francetom Vrbincem !
Franc Verbinc, slovenski prevajalec in slovaropisec, * 29. marec 1917, Ljubljana, † 21. december 1970, Ljubljana.

## Življenje
Franc Verbinc se je rodil v Ljubljani očetu Valentinu Verbincu in materi Frančiški, rojeni Knez. Osnovno šolo je obiskoval v Mostah. Šolanje je nadaljeval na ljubljanski realki, in sicer od leta 1928 do 1933, leta 1933 pa se je vpisal na dvorazredno trgovsko šolo. Ker po končanem šolanju ni našel zaposlitve, se je dve leti izobraževal kar sam.
Leta 1938 je dobil službo uradnika v Kolinski tovarni hranil v Ljubljani, v kateri je delal do leta 1940, ko je bil vpoklican v vojsko. Vojaški rok je služil do leta 1941, dokler ni prišel v roke Italijanov. Jeseni 1941 je bil odpeljan v Padovo, zatem pa na otok Ventotene. Ko je Italija septembra 1943 kapitulirala, se je decembra lahko vrnil v Ljubljano. Domobranci so ga pričakali in ga poslali v koncentracijsko taborišče Dachau. Po koncu vojne se je leta 1945 zaposlil kot urednik in novinar pri reviji Mladina, leta 1947 pa je postal urednik Male biblioteke marksizma-leninizma in urednik Ekonomske in filozofske knjižnice pri Cankarjevi založbi. To delo je opravljal do leta 1952. Od 1958 do 1964 je bil zaposlen v uredništvu revije Novi razgledi, leta 1956 je za eno leto ponovno postal urednik pri Cankarjevi založbi. Zatem je za šest let (1958–1964) postal referent za tisk in urednik Centralnega zavoda za napredek gospodinjstva. Od 1964 do 1970 se je zaposlil kot dokumentalist na Inštitutu za sociologijo in filozofijo pri Univerzi v Ljubljani. Bil je član Društva književnih prevajalcev Slovenije. Nekaj časa je delal kot korektor pri založbi DZS. 

## Delo
Verbinc je v svojem življenju objavil kar nekaj člankov, ki so izšli v reviji Mladina, Mladinski reviji, v Novih razgledih itn. Izdal je tudi Slovar tujk in Slovarček tujk in kratic. Franc Verbinc je velikokrat pisal pod različnimi psevdonimi, kot so Franc Stržišnik, F. Tominc, Franc Virnik, njegovo avtorstvo pa lahko najdemo tudi pod okrajšavami F. V., N. O. in T. Kot Franc Stržišnik se je podposal pod prevod biografije Rose Luxemburg.

### Slovar tujk
Slovar tujk je prvi obsežni slovar tujk na Slovenskem. Prvič je izšel leta 1968 pri Cankarjevi založbi Slovenije. Izšel je v 12 izdajah (zadnja je izšla leta 1997), dokler ga ni leta 2002 zamenjal Veliki slovar tujk. Verbinčev slovar zajema okoli 30.000 geselskih sestavkov in jih razlaga na 770 straneh. Od drugih do tedaj znanih slovarjev se je razlikoval po veliko večjem številu gesel, bolj natančnih razlagah, ki jim je dodal tudi etimološki izvor, nekatera gesla, tista, ki so uporabnikom manj poznana, je opremil še s podatkom o izgovoru.

### Slovarček tujk in kratic
Slovarček tujk in kratic je izšel leta 1969 pri Prešernovi družbi v Ljubljani. Opira se na Slovar tujk, le da je krajši (na 176 straneh). Je bolj poljudne narave, saj razlaga le najpogosteje rabljene besede in besedne zveze. Na koncu slovarja je posebno poglavje Pogostejše domače in tuje kratice, v katerem razlaga kratice, ki se pojavljajo v vsakdanji rabi.

### Članki
- Izdajalci naroda pred ljudskim sodiščem. Mladina, št. 15 (1945)
- Ob prvem povojnem slovanskem kongresu. Mladinka revija (1947)
- Kongres pisateljev v vzhodnem Berlinu. Novi razgledi (1956)
- Veliki sin ruskega naroda A. Hercen

### Prevodi
- Rosa Luxembrug: njena misel in delo (1955) (COBISS)

### Leksikografija
- Slovar tujk (1997) (COBISS)
- Slovarček tujk in kratic (1969) (COBISS)